# ニカラグア手話
ニカラグア手話（Lenguaje de Signos Nicaragüense、略称LSN、またはIdioma de Signos Nicaragüense、略称ISN）は、ニカラグア共和国において、1970年代から80年代にかけて自然発生的に誕生した視覚言語である。ニカラグアにおける聴覚障害者の公式の意思疎通手段であり、第一言語として定められている。
世界で最も新しく誕生した言語とされ、また、歴史上はじめて学者たちによって誕生の瞬間が目撃された言語であるとされる。

## 概要
ニカラグア手話は、ニカラグア・マナグアの聴覚障害を持つ児童たちによって生み出された。手話は年月と共に年少者へ受け継がれ、進化・複雑化していっており、80年代前半までの初期のものをLSN、80年代後半のものをISN、と呼称する。また、聴覚障害者と健常者の間での手話をPSNと呼ぶ。
ISNはLSNに比べ、使用空間が小さくなり、口の動きを伴うものが減少している特徴がある。

## 歴史
1979年のサンディニスタ革命以前のニカラグアには聴覚障害者社会と呼べるものはなく、聴覚障害者は家庭などで孤立し手真似で家族らと最低限のコミュニケーションをとる程度だった。革命の直前の1977年に最初の聾学校がマナグア近郊に50人ほどの規模で誕生し、革命の年には生徒数は100人程度にまで増えていた。
サンディニスタ革命により誕生した新政府の政策のひとつとして掲げられた「識字率の向上」をきっかけとして、1983年、首都マナグアの2つの全寮制の学校に聴覚障害を持つ思春期の少年少女約400人が集められた。
児童が、それまで家庭内において必要最低限の事項を伝達するために用いていたパントマイム的な手真似（ホームサイン）は、スペイン語でものまねを意味するミミカス（mimicas）と呼ばれていた。マナグアに集められた彼らは、こうした独自の手真似を用い、他の児童とのコミュニケーションを図り、手真似の中からいくつかの原始的なピジン言語が誕生した。
新政府が作った学校ではソ連の影響を受けた聴覚障害者教育を行っていた。この学校では本来、手話を教えてはおらず、主にスペイン語を用いた指文字と読唇術による教育手法を採用していたが、単語や文字という概念を持たなかった彼らのコミュニケーション生成に全く影響を与えず、彼らに対するスペイン語教育は成果を収めず挫折した。しかし生徒たちは校庭や道端、農場との行き帰りのバスなどでミミカスを組み合わせたピジン言語を急速に発展させ、第一段階といえるLSN（Lenguaje de Signos Nicaragüense）が誕生した。
学校の教師たちが目撃したこの謎めいた意思伝達手法の正体を確認するため、ニカラグア教育省は1986年、南メーン大学の手話言語学者ジュディ・ケーグルを招聘し、現地へと派遣した。ケーグルは児童たちが使用している手話言語の糸口を探るため、チェコの有名な漫画『Mr.Koumal』を聞かせ、その文法を探る方法を試みた。これにより、ケーグルは年長者の使用する手話よりも年少者の使用する手話が明らかに複雑であり、ニュアンスに富んでいる、クレオール化が発生していることを発見した。最初の在校生たちは各家庭での手真似をすり合わせて初歩的なピジン言語を作り出したが、そのあとから入学した5、6歳の子供たちが先輩らからピジン言語を習い、はるかに複雑で洗練された言語へと進化させたのである。
年長の生徒の使うLSNに対しISN（ニカラグア手話、Idioma de Signos Nicaragüense）と名づけられたこの明らかに系統立った言語の発見は、「人間が言語を生み出すための能力は、生得的である」というノーム・チョムスキーをはじめとする言語学者達の意見（「言語獲得装置」仮説）を裏付ける画期的なものとなった。それまでは異なる言語の接触からクレオール言語が発生するありさまが研究されてきたが、ホームサインと手真似以外のコミュニケーション手段がない無の状態から言語が発生したニカラグア手話は稀有な事例といえる。
ニカラグア手話は聾学校を通じて若い世代にも伝わり、その発展は以後も続いている。ケーグルらは、生徒たちに他の手話（特にアメリカ手話）を教えないようにしながら、この孤立言語が発達するさまを観察し続けた。ケーグルらが主導し、1995年からブルーフィールズやコンデガなど、別の町の学校へもこのニカラグア手話を浸透させようというプロジェクトが開始された。